# Chicagoland Speedway

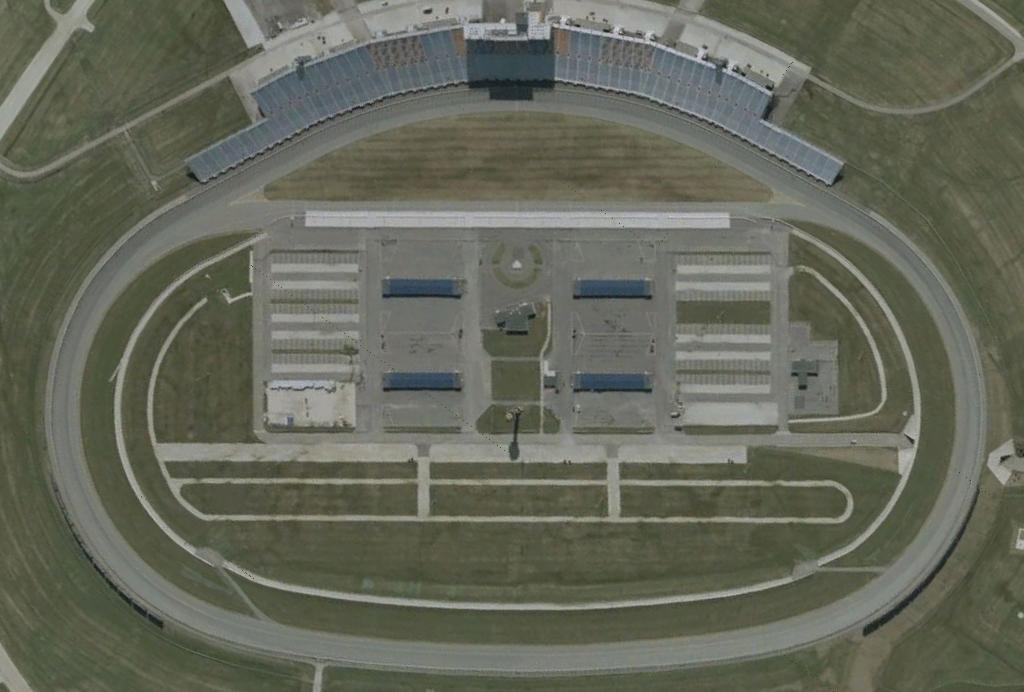
Fotografía aérea de Chicagoland Speedway.

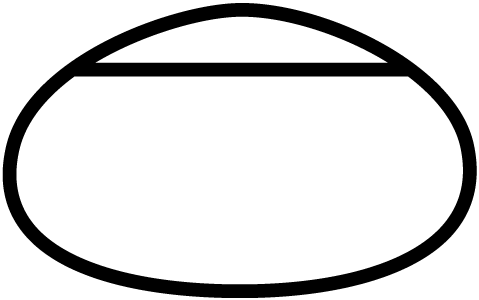
Chicagoland Speedway

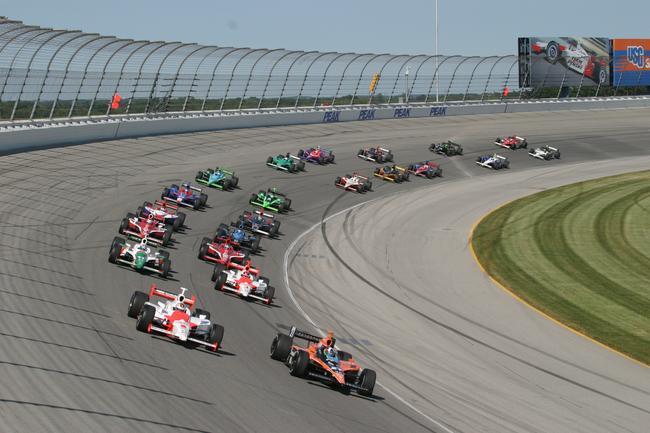
Fila india de la IndyCar Series.

Chicagoland Speedway es un óvalo ubicado cerca de la ciudad de Joliet, estado de Illinois, Estados Unidos, unos 70 km al suroeste de la ciudad de Chicago. Se comenzó a construir a fines del año 1999 cerca del picódromo Route 66 Raceway, y se inauguró en julio de 2001. La pista tiene forma de D y una longitud de 1,5 millas (2.414 metros), con un peralte máximo de 18 grados. La recta opuesta es ligeramente curva, a diferencia de otros óvalos con esta forma.
Desde su apertura hasta 2011, la NASCAR Cup Series y la NASCAR Nationwide Series han disputado cada año a mediados de julio una carrera de 400 millas (640 km) y 300 millas (480 km) respectivamente. Para 2008 se instalaron focos de luz para permitir correr de noche; estos se estrenaron en la fecha de la NASCAR.
Por su parte, la IndyCar Series ha visitado Chicagoland cada septiembre desde 2001 hasta 2010 para celebrar una carrera de 300 millas. La Indy Lights la acompañó siempre excepto en 2001, y la NASCAR Truck Series lo hizo en 2009 y 2010. La carrera de la Indy Lights de 2007 la ganó Logan Gomez, quién finalizó 0.0005 s (medio milisegundo) por delante de Alex Lloyd. Esto se registra en el Libro Guinness de récords mundiales como la victoria más ajustada en la historia del deporte motor.
En 2011, las tres divisiones nacionales de la NASCAR pasaron a correr en Chicagoland en septiembre. La NASCAR Nationwide Series añadió una segunda fecha en el verano boreal. La NASCAR Truck Series pasó a correr junto a la Nationwide en julio a partir de 2012.

## Récords de vuelta
- IndyCar Series: Buddy Rice, 2002, 24.422 s, 224,064 mph (360,596 km/h)
- NASCAR Cup Series: Jimmie Johnson, 2005, 28.701 s, 188,147 mph (302,729 km/h)
- NASCAR Nationwide Series: Ryan Newman, 2005, 28.964 s, 186,438 mph (299,979 km/h)
- NASCAR Truck Series: Justin Lofton, 24 de julio de 2012, 31.007 s, 174,154 mph (280,274 km/h)

## Ganadores

### NASCAR
| Año  | Cup Series         | Cup Series | Nationwide Series (primavera) | Nationwide Series (primavera) | Nationwide Series (verano / otoño) | Nationwide Series (verano / otoño) | Truck Series         | Truck Series |
| Año  | Piloto             | Marca      | Piloto                        | Marca                         | Piloto                             | Marca                              | Piloto               | Marca        |
| ---- | ------------------ | ---------- | ----------------------------- | ----------------------------- | ---------------------------------- | ---------------------------------- | -------------------- | ------------ |
| 2001 | Kevin Harvick      | Chevrolet  | -                             | -                             | Jimmie Johnson                     | Chevrolet                          | -                    | -            |
| 2002 | Kevin Harvick      | Chevrolet  | -                             | -                             | Johnny Sauter                      | Chevrolet                          | -                    | -            |
| 2003 | Ryan Newman        | Dodge      | -                             | -                             | Bobby Hamilton Jr.                 | Ford                               | -                    | -            |
| 2004 | Tony Stewart       | Chevrolet  | -                             | -                             | Justin Labonte                     | Dodge                              | -                    | -            |
| 2005 | Dale Earnhardt Jr. | Chevrolet  | -                             | -                             | Kevin Harvick                      | Chevrolet                          | -                    | -            |
| 2006 | Jeff Gordon        | Chevrolet  | -                             | -                             | Casey Mears                        | Dodge                              | -                    | -            |
| 2007 | Tony Stewart       | Chevrolet  | -                             | -                             | Kevin Harvick                      | Chevrolet                          | -                    | -            |
| 2008 | Kyle Busch         | Toyota     | -                             | -                             | Kyle Busch                         | Toyota                             | -                    | -            |
| 2009 | Mark Martin        | Chevrolet  | -                             | -                             | Joey Logano                        | Toyota                             | Kyle Busch           | Toyota       |
| 2010 | David Reutimann    | Toyota     | -                             | -                             | Kyle Busch                         | Toyota                             | Kyle Busch           | Toyota       |
| 2011 | Tony Stewart       | Chevrolet  | Justin Allgaier               | Chevrolet                     | Brad Keselowski                    | Dodge                              | Austin Dillon        | Chevrolet    |
| 2012 | Brad Keselowski    | Dodge      | Elliott Sadler                | Chevrolet                     | Ricky Stenhouse Jr.                | Ford                               | James Buescher       | Chevrolet    |
| 2013 | Matt Kenseth       | Toyota     | Joey Logano                   | Ford                          | Kyle Busch                         | Toyota                             | Kyle Busch           | Toyota       |
| 2014 | Brad Keselowski    | Ford       | Chase Elliott                 | Chevrolet                     | Kevin Harvick                      | Chevrolet                          | Kyle Busch           | Toyota       |
| 2015 | Denny Hamlin       | Toyota     | Erik Jones                    | Toyota                        | Kyle Busch                         | Toyota                             | John Hunter Nemechek | Chevrolet    |
| 2016 | Martin Truex Jr.   | Toyota     | -                             | -                             | Erik Jones                         | Toyota                             | Kyle Busch           | Toyota       |
| 2017 | Martin Truex Jr.   | Toyota     | -                             | -                             | Justin Allgaier                    | Chevrolet                          | Johnny Sauter        | Chevrolet    |

### IndyCar Series / Indy Lights
| Año  | IndyCar Series    | IndyCar Series     | IndyCar Series | Indy Lights       |
| Año  | Piloto            | Automóvil          | Equipo         | Piloto            |
| ---- | ----------------- | ------------------ | -------------- | ----------------- |
| 2001 | Jaques Lazier     | Dallara Oldsmobile | Menard         | -                 |
| 2002 | Sam Hornish Jr.   | Dallara Chevrolet  | Panther        | Aaron Fike        |
| 2003 | Sam Hornish Jr.   | Dallara Chevrolet  | Panther        | Mark Taylor       |
| 2004 | Adrián Fernández  | G-Force Honda      | Fernández      | Thiago Medeiros   |
| 2005 | Dan Wheldon       | Dallara Honda      | Andretti Green | Jeff Simmons      |
| 2006 | Dan Wheldon       | Dallara Honda      | Ganassi        | Wade Cunningham   |
| 2007 | Dario Franchitti  | Dallara Honda      | Andretti Green | Logan Gomez       |
| 2008 | Hélio Castroneves | Dallara Honda      | Penske         | Arie Luyendyk Jr. |
| 2009 | Ryan Briscoe      | Dallara Honda      | Penske         | Daniel Herrington |
| 2010 | Dario Franchitti  | Dallara Honda      | Ganassi        | James Hinchcliffe |